# Habeas corpus
Habeas corpus er en procedure i common law-landene, hvorved en frihedsberøvet person kan få efterprøvet en frihedsberøvelses lovlighed ved en domstol. Primært om vedkommende skal løslades eller være frihedsberøvet og sekundært at oplyse ham om anklagen og retten til et juridisk forsvar.[kilde mangler]
Den danske grundlov stiller i lighed med det traditionelle habeas corpus-begreb krav om, at en administrativt frihedsberøvet person, på begæring fra pågældende, skal bringes for en dømmende myndighed. Inden for strafferetsplejen stilles krav om, at en sigtet person skal stilles for en dommer indenfor 24 timer fra anholdelse, hvilket er baseret på samme betragtninger som habeas corpus-begrebet, omend i en skærpet udgave.

## Historie
Udtrykket har sin oprindelse i engelsk lov af 1679. En frihedsberøvet fri borger kunne anmode en højere kongelig domstol om en såkaldt "writ of habeas corpus" (en habeas corpus-skrivelse). Denne indeholdt en kongelig ordre om "habeas corpus subiiciendum", hvilket er latin og betyder "før kroppen (personen) for retten", underforstået at der skal sørges for, at vedkommende kommer for en domstol. Baggrunden var, at folk tidligere kunne fængsles på ubestemt tid, uden hverken at kende anklagen imod sig eller at blive stillet for en domstol.